# ÖRN-72
ÖRN-72 är en ideell sammanslutning som har till målsättning att arbeta för bevarandet av en livskraftig örnpopulation i Norden. Verksamhetsområdet är huvudsakligen västra och mellersta Sverige.
För att kunna förverkliga sin målsättning vill föreningen: 
- genomföra organiserad utfodring av örnar vintertid
- genom färgringmärkning av kungsörn öka kunskapen om örnarnas liv.
- genom andra praktiska åtgärder medverka till att örnar kan etablera/återetablera sig, främst inom Västsverige.
- skapa ett nätverk mellan personer och organisationer i Norden som jobbar med kungsörn för att på så sätt öka kunskapen om örnarnas liv.
- verka för att hos allmänheten väcka förståelse för rovfåglarnas roll i naturen och intresse för att skydda den nordiska rovfågelfaunan.

Föreningen skall dessutom genom information i form av publikationer, artiklar och föredrag delge myndigheter, andra organisationer och enskilda personer om föreningens verksamhet.